# Christoph Simon
Christoph Simon (* 6. August 1972 in Langnau im Emmental) ist ein Schweizer Schriftsteller, Slam-Poet und Kabarettist.

## Leben und Werk
Christoph Simon besuchte das Gymnasium Thun und die Swiss Jazz School in Bern. In der Folge bereiste er Israel, Jordanien, Ägypten, Polen, Südamerika, London und New York. 
2001 veröffentlichte Simon seinen ersten Roman Franz oder Warum Antilopen nebeneinander laufen. Als zweiter Roman folgte 2003 Luna Llena, dessen Personal sich regelmässig in der gleichnamigen Gelateria trifft. 2005 schrieb er mit Planet Obrist die Geschichte der Hauptfigur seines ersten Romans weiter. Die Hauptperson ist Franz Obrist mit MC dem Dachs (MC= Master of Ceremonies), die zusammen in die Mongolei zu gehen planen. Von Bern her gingen sie zu Fuss und mit Autostopp über Österreich nach Ljubljana, wo Obrist schliesslich ein Geschäft für «aussergewöhnliche Aufträge» eröffnete. Nach einigen Liebesbeziehungen und einem gezeugten Kind fuhr Obrist mit dem Zug zurück nach Bern. MC der Dachs hat die Funktion, Obrist philosophische Fragen zu stellen oder ihn über sich selber nachdenken zu lassen. Trotzdem ist er aber Obrists Haustier, das Dummheiten anstellen kann und gegen Ende des Buches für eine kurze Zeit spurlos verschwindet. Mit einem Auszug daraus wurde er zu den Tagen der deutschsprachigen Literatur 2005, einer «Besichtigung des Literaturbetriebs» (Simon), nach Klagenfurt eingeladen. Für den vierten Roman «Spaziergänger Zbinden» wurde er 2010 mit dem Literaturpreis des Kantons Bern ausgezeichnet. 2011 erschien das Sammelsurium «Viel Gutes zum kleinen Preis», das Simon auch von seiner bisher unbekannten Seite als Zeichner und Cartoonist zeigte. Auf Youtube veröffentlicht er Videos zur Gestalt «Babypunk».
Zudem schreibt Simon Beiträge für Anthologien und Literaturzeitschriften. Zusammen mit Urs Mannhart und Lorenz Langenegger ist er Mitglied der Autorengruppe Die Autören. Mit Renato Kaiser und Sam Hofacher betreut er die Lesebühne «Rauschdichten». 
Aktuell ist er auf Bühnen in der Schweiz und in Deutschland unterwegs mit den Kabarett-Programmen «Wahre Freunde», «Glück ist» und «Zweite Chance».
Er lebt in Bern.

## Auszeichnungen
- 2006: Buchpreis des Kantons Bern
- 2008: Prix Trouvaille
- 2010: Literaturpreis des Kantons Bern
- 2012: Gewinner des Wettbewerbs «Der neue Rousseau»[1]
- 2014: Schweizer Meister im Poetry Slam[2]
- 2014: Gewinner Kabarett-Casting in Olten[3]
- 2015: Schweizer Meister im Poetry Slam[4]
- 2015: Gewinner «Sprungfeder» der Oltner Kabarett-Tage[5]
- 2016: ProLitteris-Förderpreis 2016[6]
- 2018: Salzburger Stier[7]

## Werke

### Romane
- Franz oder Warum Antilopen nebeneinander laufen. Bilger, Zürich 2001, ISBN 3-908010-51-9.
- Luna Llena. Bilger, Zürich 2003, ISBN 3-908010-62-4.
- Planet Obrist. Bilger, Zürich 2005, ISBN 3-908010-75-6.
- Spaziergänger Zbinden. Bilger, Zürich 2010, ISBN 978-3-03762-005-2.
  - Zbinden’s Progress. Engl. von Donal McLaughlin. And Other Stories, Wycombe 2012, ISBN 978-1-908276-10-0.
- Viel Gutes zum kleinen Preis. Bilger, Zürich 2011.
- Swiss Miniatur. Road Movie. Edition BAES, Zirl 2020, ISBN 978-3-9504833-7-6.

### Kinderbuch
- Häsin Mels und Hase Fitz. Kyrene, Innsbruck 2008, ISBN 978-3-900009-38-0.

### Gedichte
- Ein pony in nachbars park, ein rennpferd in meinem. Edition baes, Innsbruck 2009, ISBN 978-3-9500933-9-1.